# Leichtathletik-Weltmeisterschaften 2013/Teilnehmer (Irland)
| Gelbes Symbol für Goldmedaillen mit stilisierten Olympischen Ringen | Graues Symbol für Silbermedaillen mit stilisierten Olympischen Ringen | Braundes Symbol für Bronzemedaillen mit stilisierten Olympischen Ringen |
| ------------------------------------------------------------------- | --------------------------------------------------------------------- | ----------------------------------------------------------------------- |
| 1                                                                   | —                                                                     | —                                                                       |

Der Leichtathletik-Verband Irlands stellte fünf Teilnehmerinnen und sechs Teilnehmer bei den Leichtathletik-Weltmeisterschaften 2013 in der russischen Hauptstadt Moskau.

## Ergebnisse

### Männer

#### Laufdisziplinen
| Athlet           | Disziplin   | Vorlauf     | Vorlauf | Halbfinale         | Halbfinale         | Finale             | Finale             |
| Athlet           | Disziplin   | Zeit        | Platz   | Zeit               | Platz              | Zeit               | Platz              |
| ---------------- | ----------- | ----------- | ------- | ------------------ | ------------------ | ------------------ | ------------------ |
| Brian Gregan     | 400 m       | 46,04 s     | 6       | 45,98 s            | 7                  | nicht qualifiziert | nicht qualifiziert |
| Paul Robinson    | 800 m       | 1:48,61 min | 36      | nicht qualifiziert | nicht qualifiziert | nicht qualifiziert | nicht qualifiziert |
| Mark English     | 800 m       | 1:47,08 min | 21      | nicht qualifiziert | nicht qualifiziert | nicht qualifiziert | nicht qualifiziert |
| Paul Pollock     | Marathon    |             |         |                    |                    | 2:16:42 h SB       | 21                 |
| Brendan Boyce    | 50 km Gehen |             |         |                    |                    | 3:54:24 h PB       | 25                 |
| Robert Heffernan | 50 km Gehen |             |         |                    |                    | 3:37:56 h WL       | Gold               |

### Frauen

#### Laufdisziplinen
| Jennifer Carey    | 400 m       | 52,62 s     | 27 | nicht qualifiziert | nicht qualifiziert | nicht qualifiziert | nicht qualifiziert |     |     |
| Roseanne Galligan | 800 m       | 2:02,45 min | 24 | nicht qualifiziert | nicht qualifiziert | nicht qualifiziert | nicht qualifiziert |     |     |
| Maria McCambridge | Marathon    |             |    |                    |                    | DNF                | DNF                | DNF | DNF |
| Laura Reynolds    | 20 km Gehen |             |    |                    |                    | 1:33:39 h          | 31                 |     |     |

#### Sprung/Wurf
| Athletin      | Disziplin      | Qualifikation | Qualifikation | Finale             | Finale             |
| Athletin      | Disziplin      | Höhe          | Platz         | Höhe               | Platz              |
| ------------- | -------------- | ------------- | ------------- | ------------------ | ------------------ |
| Victoria Peña | Stabhochsprung | 4,30 m        | 18            | nicht qualifiziert | nicht qualifiziert |